# Дуглас, Энтони
Энтони Джеймс Дуглас (англ. Anthony James Douglas; род. 22 ноября 1985) — британский шорт-трекист, трёхкратный призёр чемпионата Европы 2008, 2010 и 2011 года. Участник зимних Олимпийских игр 2010 года.

## Спортивная карьера
Энтони Дуглас родился в английском городе Ноттингем, Великобритания. Начал тренироваться на базе клуба «Nottingham Ice Racing Club». Дугласу принадлежит рекорд Великобритании на соревнованиях по шорт-треку. Он установил его 4 марта 2001 года в составе четвёрки в эстафете на 3000 м среди юниоров — 04:55.520.
Первая медаль в его карьере была получена во время чемпионата Европы по шорт-треку 2008 года в латвийском городе — Вентспилс. Команда британских шорт-трекистов в мужской эстафете на 5000 м с результатом 6:58.408 заняла второе место, уступив первенство соперникам из Италии (6:57.853 — 1-е место),, обогнав при этом команду из Франции (6:59.256 — 3-е место).
На зимних Олимпийских играх 2010 года Дуглас был заявлен для участия в забеге на 1500 м и эстафете. 13 февраля 2010 года в составе шестой группы в I-ом раунде забега на 1500 м с результатом 2:16.622 он финишировал четвёртым и прекратил борьбу за медали. В общем зачете он заняли 25-ю позицию. 26 февраля 2010 года во время мужской эстафеты на 5000 м с результатом 6:50.045 его команда финишировала первой в финале B. В общем зачете они занял 6-ю позицию.